# Europese weg 612
De Europese weg 612 of E612 is een Europese weg die loopt van Ivrea in Italië naar Turijn in Italië.

## Algemeen
De Europese weg 612 is een Klasse B-verbindingsweg en verbindt het Italiaanse Ivrea met het Italiaanse Turijn en komt hiermee op een afstand van ongeveer 50 kilometer. De route is door de UNECE als volgt vastgelegd: Ivrea - Turijn.

## Nationale wegnummers
De E602 loopt over de volgende nationale wegnummers:
| Nummer | Tracé          |
| Italië | Italië         |
| ------ | -------------- |
|        | Ivrea - Turijn |